# Afonso de Freitas
Afonso Manuel Abreu de Freitas (Guimarães, 7 aprile 2000) è un calciatore portoghese, difensore del Marítimo.

## Carriera
Cresciuto nel settore giovanile del Vitória Guimarães, nel 2016 viene acquistato dalla Juventus, che lo aggrega alla propria formazione Primavera, nella quale de Feitas gioca per le successive due stagioni. Nel 2018 fa ritorno in prestito al Vitória Guimarães, che l'anno successivo, dopo un'ulteriore stagione trascorsa giocando esclusivamente nelle giovanili, decide poi di riscattarlo. Nel 2020 viene poi aggregato alla squadra riserve dei bianconeri, con cui nell'arco delle successive due stagioni colleziona complessivamente 40 presenze e tre reti nella terza divisione portoghese; nel corso della stagione 2022-2023 fa invece il suo esordio in prima squadra: più precisamente l'esordio avviene il 29 agosto 2022, nell'incontro di Primeira Liga perso per 1-0 in casa contro il Casa Pia, nel quale gioca da titolare.

## Statistiche

### Presenze e reti nei club
Statistiche aggiornate al 10 gennaio 2023.
| Stagione        | Squadra             | Campionato      | Campionato | Campionato | Coppe nazionali | Coppe nazionali | Coppe nazionali | Coppe continentali | Coppe continentali | Coppe continentali | Altre coppe | Altre coppe | Altre coppe | Totale | Totale |
| Stagione        | Squadra             | Comp            | Pres       | Reti       | Comp            | Pres            | Reti            | Comp               | Pres               | Reti               | Comp        | Pres        | Reti        | Pres   | Reti   |
| --------------- | ------------------- | --------------- | ---------- | ---------- | --------------- | --------------- | --------------- | ------------------ | ------------------ | ------------------ | ----------- | ----------- | ----------- | ------ | ------ |
| 2020-2021       | Vitória Guimarães B | CdP             | 17         | 2          |                 | -               | -               |                    | -                  | -                  |             | -           | -           | 17     | 2      |
| 2021-2022       | Vitória Guimarães B | L3              | 23         | 1          |                 | -               | -               |                    | -                  | -                  |             | -           | -           | 23     | 1      |
| 2022-2023       | Vitória Guimarães B | L3              | 1          | 0          |                 | -               | -               |                    | -                  | -                  |             | -           | -           | 1      | 0      |
| 2022-2023       | Vitória Guimarães   | PL              | 8          | 0          | CP+CdL          | 1+1             | 0               | UECL               | 0                  | 0                  |             | -           | -           | 10     | 0      |
| Totale carriera | Totale carriera     | Totale carriera | 49         | 3          |                 | 2               | 0               |                    | 0                  | 0                  |             | -           | -           | 51     | 3      |